# Monossido di piombo
L'ossido di piombo (o litargirio) è l'ossido del piombo(II).

## Caratteristiche
A temperatura ambiente si presenta come un solido inodore di colore variabile dal giallo, giallo-arancio al rosso. È un composto tossico per la riproduzione, nocivo, pericoloso per l'ambiente. Mischiato con l'acqua si può ottenere Idrossido di piombo(II), sostanza molto nociva.

## Sintesi
In laboratorio, l'ossido di piombo viene prodotto per riscaldamento ad alte temperature (T≈700 °C) del nitrato di piombo in un crogiolo metallico, dato che l'ossido di piombo intacca il vetro o la porcellana.

## Usi
Componente principale del cristallo (vetro al piombo) nella percentuale minima del 24%.
È usato anche come pigmento pittorico sia sintetico che naturale fin dai tempi degli Egizi.